# ماجنتا، لمباردی
ماجنتا (به ایتالیایی: Magenta) شهری کوچک و یک کومونه (شهرستان) در استان میلان در ناحیهٔ لمباردی ایتالیا است. جمعیت آن در سال ۲۰۰۹، ۲۳٬۳۵۴ نفر بوده است.

## نگارخانه

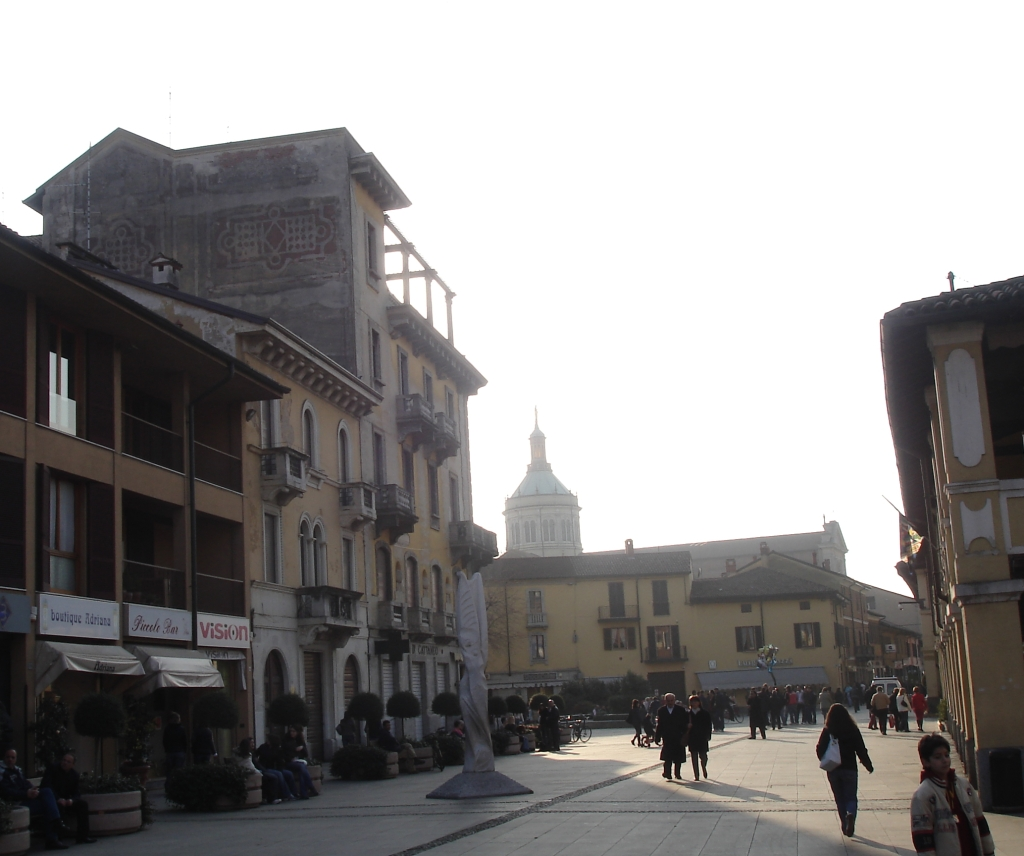
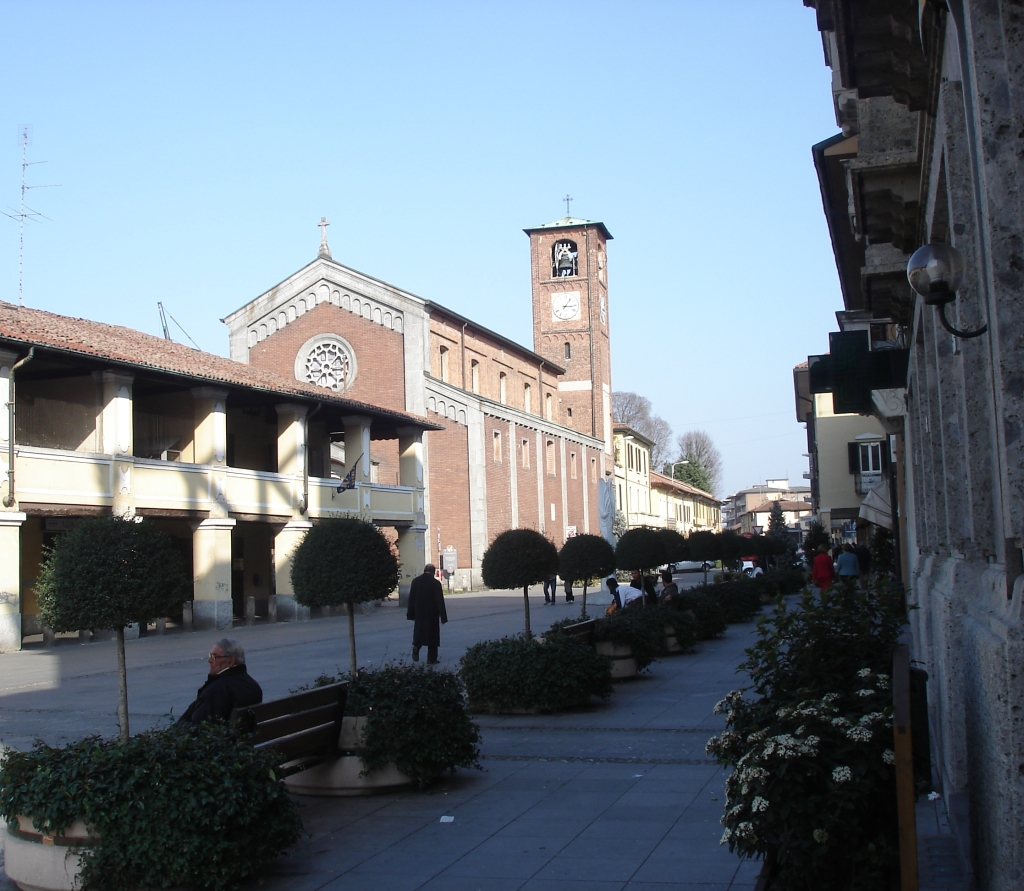
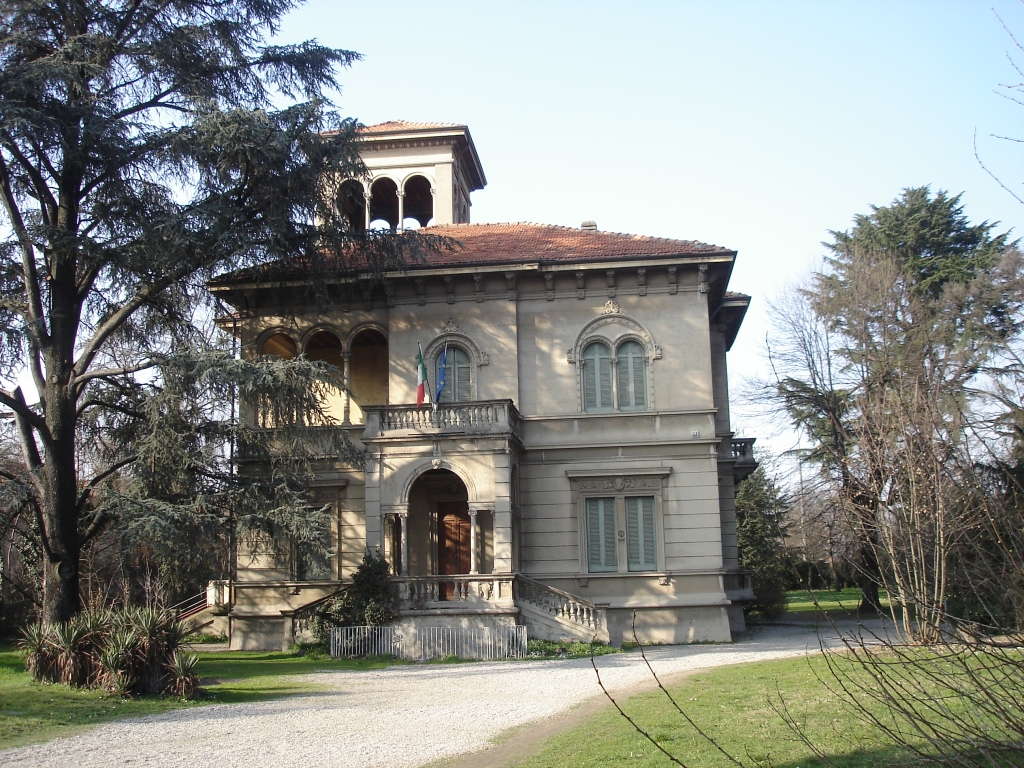
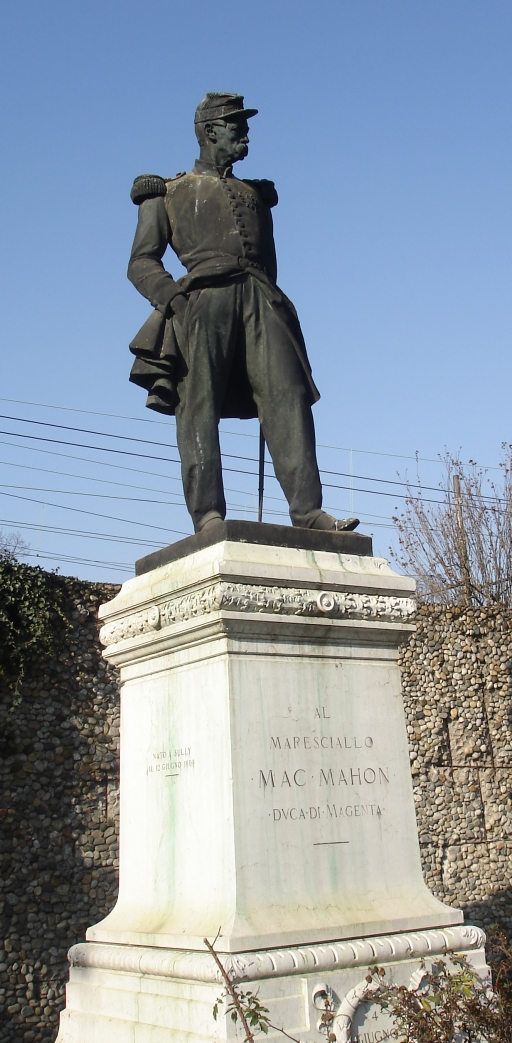